# The Kinks (album)
The Kinks is het debuutalbum van de Britse rockband The Kinks uit 1964.
De Amerikaanse versie van het album heet You Really Got Me en telt drie tracks minder.

## Tracks
- "Beautiful Delilah"
- "So Mystifying"
- "Just Can't Go to Sleep"
- "Long Tall Shorty"
- "I Took My Baby Home"
- "I'm A Lover Not A Fighter"
- "You Really Got Me"
- "Cadillac"
- "Bald Headed Woman"
- "Revenge"
- "Too Much Monkey Business"
- "I've Been Driving on Bald Mountain"
- "Stop Your Sobbing"
- "Got Love If You Want It"

## You Really Got Me (album)
Het Amerikaanse debuutalbum van The Kinks werd uitgebracht door de platenmaatschappij Reprise in november 1964.

## Tracks
- "Beautiful Delilah"
- "So Mystifying"
- "Just Can't Go to Sleep"
- "Long Tall Shorty"
- "You Really Got Me"
- "Cadillac"
- "Bald Headed Woman"
- "Too Much Monkey Business"
- "I've Been Driving on Bald Mountain"
- "Stop Your Sobbing"
- "Got Love If You Want It"

Opnamen: juli en augustus 1964.
Mick Avory · Dave Davies · Ray Davies

John Dalton · Gordon Edwards · Ian Gibbons · John Gosling · Bob Henrit · Andy Pyle · Pete Quaife · Jim Rodford